# Wolfgang Marx (Politiker)
Wolfgang Marx (* 6. Dezember 1965 in Lugano/Schweiz) ist ein deutscher Politiker der SPD und war Mitglied der Hamburgischen Bürgerschaft.

## Leben
Wolfgang Marx kam schon als Kind 1967 nach Hamburg. Er machte 1984 Abitur. Seit 1989 ist er selbständig als Auktionator im Facheinzelhandel tätig. Er ist Vater von drei Kindern.
Neben der parlamentarischen Arbeit war er Mitglied im Kuratorium der Forschungsstelle für Zeitgeschichte in Hamburg und Verwaltungsrat des Studentenwerks Hamburg und der Arbeiterwohlfahrt (AWO).

## Politik
Seit 1982 ist Marx Mitglied in der SPD. Von 1991 bis 1993 und 2001 bis 2004 war er Mitglied des Ortsausschusses Wilhelmsburg und von 2001 bis 2004 Deputierter in der Behörde für Wissenschaft und Forschung.
Er war 1993 bis 2001 und 2004 bis 2008 Mitglied der Hamburgischen Bürgerschaft. Er saß für seine Fraktion im Haushaltsausschuss, Rechtsausschuss, Wissenschaftsausschuss und Sonderausschuss Verwaltungsreform. Zudem war er Vorsitzender des Unterausschusses für Rechnungsprüfung. Im Weiteren saß er im Parlamentarischen Untersuchungsausschuss (PUA) Informationsweitergabe. Er war Fachsprecher für öffentliche Unternehmen.